# Packard One-Ten
La One-Ten, conosciuta anche come One Ten o 110, era una gamma di automobili prodotte dalla Packard di Detroit, Michigan tra il 1940 e il 1941. Questo modello rimpiazzò Packard Six anche se nel 1938 e nel 1942 venne venduta con questo nome.

## Storia
Nel 1937 la Packard reintrodusse dopo 10 anni il motore sei cilindri nella gamma delle sue vetture. La Casa intendeva rispondere in questo modo al periodo economico favorevole che seguiva gli anni della Grande depressione. In questi difficili anni la Packard, che non possedeva altri marchi come avveniva per altri costruttori, aveva introdotto modelli di fascia media, quali appunto la Six, per sostenere le vendite.

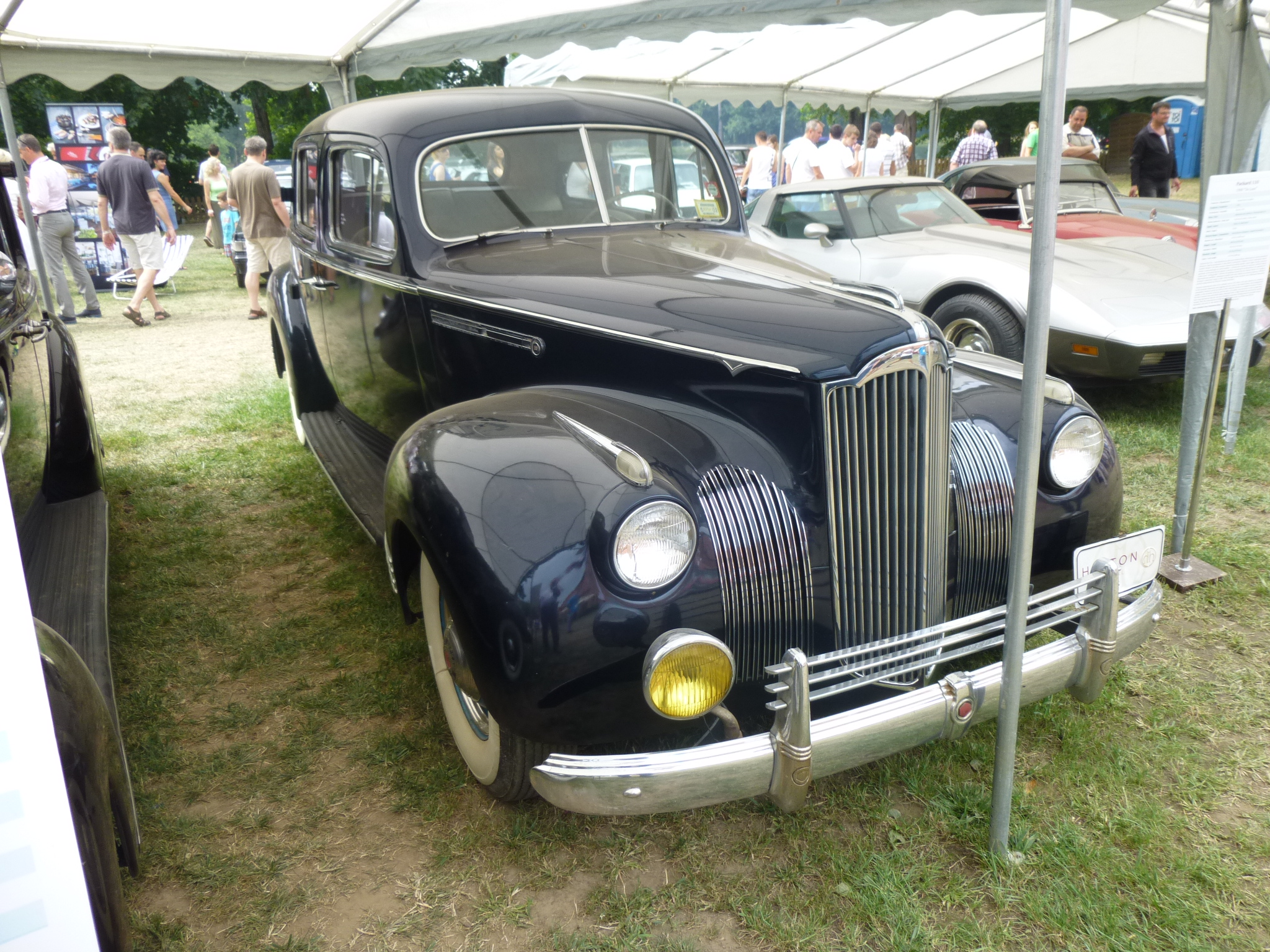
Una Packard One-Ten del 1941

Questa scelta non fu esente da critiche in quanto, secondo alcuni, era andata ad incidere sulla sua reputazione di primo costruttore statunitense di vetture di lusso. Questa strategia però permise alla Casa di rinforzare la sua gamma in attesa di tempi migliori.
La One-Ten venne presentata nel 1939 come model year 1940. La vettura era più piccola, aveva un interasse minore, rispetto alle vetture di classe superiore dello stesso marchio. Era disponibile con diversi carrozzerie: berlina due e quattro porte, station wagon e decappottabile. Le vendite furono un successo con 62.300 unità.
Dopo questi risultati positivi per il 1941 venne aggiunto un secondo livello di allestimento: il Deluxe. venne anche inserita nella gamma una versione Taxi. Inoltre erano disponibili optional di elevato livello, quasi in contrasto con il posizionamento sul mercato della One-Ten, quali: aria condizionata, la radio e il riscaldamento.
Nel 1942 la Casa mutò la designazione dei suoi modelli e da quella che faceva uso di numero tornò ai nomi. La One-Ten tornò quindi ad assumere il nome della vettura che aveva sostituito divenendo la Packard Six.